# Luigi Fagioli
Luigi Cristiano Fagioli (Osimo, Ancona, Italija, 9. lipnja 1898. – Monte Carlo, 20. lipnja 1952.) bio je talijanski vozač automobilističkih utrka.
Fagioli je s utrkivanjem počeo 1926. Od 1931. do 1937. natjecao se u Europskom prvenstvu, a 1935. bio je viceprvak s pet bodova zaostatka za Nijemcem Rudolfom Caracciolom. U Formuli 1 natjecao se 1950. i 1951. U prvoj sezonu ostvario je pet podija u šest utrka, ali nije uspjeo pobijediti. Jedinu pobjedu ostvario je na VN Francuske na Reims-Geuexu 1951., kada je dijelio svoj bolid s Juanom Manuelom Fangiom. Bila je to ujedno i jedina utrka koju je odvozio te sezone. Fagioli je s 53 godine najstariji vozač koji je ikada pobijedio u Formuli 1.
Za 1952., Fagioli je potpisao ugovor s Lancijom. za natjecanje u kategoriji sports cars. Na treningu u Monaku doživio je nesreću. Iako je izgledalo kao manja nesreća, Fagioliove unutarnje ozljede bile su teške, te je preminuo u bolnici 18 dana kasnije.
Fagioli je od 7 utrka u Formuli 1, njih 6 završio na podiju. S postotkom od 85.71%, drugi je talijanski vozač po broju završenih utrka na podijima, iza Dorina Serafinija.

## Karijera u Formuli 1
| Sezona | Momčad         | Šasija          | Motor                      | Utrke | Pobjede | Podiji | Bodovi  | Plasman |
| ------ | -------------- | --------------- | -------------------------- | ----- | ------- | ------ | ------- | ------- |
| 1950.  | Alfa Romeo SpA | Alfa Romeo 158  | Alfa Romeo 159 LBC 1.5 L8s | 6     | 0       | 5      | 24 (28) | 3.      |
| 1951.  | Alfa Romeo SpA | Alfa Romeo 159B | Alfa Romeo 158 1.5 L8s     | 1     | 1       | 1      | 4       | 11.     |

## Pobjede
| Utrke koje se nisu bodovale |              |              |               |                        |                               |
| 1930.                       | 3. kolovoza  | Coppa Ciano  | Montenero     | Alfa Romeo 8C 2300     |                               |
| 1933.                       | 20. kolovoza | Comminges    | Comminges     | Alfa Romeo Tipo-B 'P3' |                               |
| 1933.                       | 13. kolovoza | Coppa Acerbo | Pescara       | Alfa Romeo Tipo-B 'P3' |                               |
| 1933.                       | 10. rujna    | Italija      | Monza         | Alfa Romeo B (8C-2600) |                               |
| 1934.                       | 9. rujna     | Italija      | Monza         | Mercedes-Benz          |                               |
| 1934.                       | 15. kolovoza | Coppa Acerbo | Pescara       | Mercedes-Benz          |                               |
| 1934.                       | 23. kolovoza | Španjolska   | Lasarte       | Mercedes-Benz          |                               |
| 1935.                       | 26. svibnja  | Avusrennen   | AVUS          | Mercedes-Benz W25      | 3.7/4.0/4.3 litres Straight-8 |
| 1935.                       | 30. lipnja   | Penya Rhin   | Montjuïc Park | Mercedes-Benz W25      | 3.7/4.0/4.3 litres Straight-8 |
| Europsko prvenstvo          |              |              |               |                        |                               |
| 1935.                       | 22. travnja  | Monako       | Monaco        | Mercedes-Benz W25K     | 3.7/4.0/4.3 litres Straight-8 |
| Formula 1                   |              |              |               |                        |                               |
| 1951.                       | 1. srpnja    | Francuska    | Reims-Gueux   | Alfa Romeo 159         | Alfa Romeo 158 1.5 L8s        |

## Poveznice
- Luigi Fagioli na racing-reference.com
- Luigi Fagioli F1 statistika na statsf1.com